# Caity Baser
Caity Baser (* 7. Juli 2002 in Southampton) ist eine britische Popsängerin aus Brighton. Ihren Durchbruch hatte sie 2023 mit ihrem Top-30-Hit Pretty Boys.

## Biografie
Caity Baser ist in ihrem Geburtsort Southampton aufgewachsen und zog später nach Brighton. Sie hatte sich schon länger mit Musik beschäftigt, aber erst während der COVID-19-Pandemie 2020 stellte sie ihre Songs auch ins Internet. Mit ihren Texten über Beziehungs- und Alltagsthemen sammelte sie sich eine Anhängerschaft und wurde von einem Londoner Musikmanagement angesprochen. Im Jahr darauf begann sie mit der Veröffentlichung einer Reihe von Songs und dem Mixtape Lil CB. Im Sommer 2022 gelang ihr mit X&Y ihr erster Charthit.
Daraufhin wurde sie von EMI Records unter Vertrag genommen und veröffentlichte ein Jahr später die EP Thanks for Nothing, See You Never. Darauf enthalten war der Song Pretty Boys, mit dem sie bis auf Platz 26 der britischen Charts kam und sogar eine Silber-Auszeichnung erreichte. Es folgte ihre erste Großbritannientour und Kollaborationen mit Sigala und Joel Corry, die ihr beide weitere Chartplatzierungen brachten. Aufgrund der Erfolge wurde sie sowohl beim BRIT Rising Star, als auch beim Sound of 2024 als vielversprechende Newcomerin nominiert.
Im Frühjahr 2024 erschien ihr Debütalbum Still Learning. Damit stieg sie zwar in die Top 10 der Albumcharts ein, es hinterließ aber keinen großen Eindruck und brachte keine weiteren Songhits.

## Diskografie
Alben
- Thanks for Nothing, See You Never (EP, 2023)
- Still Learning (2024)

Lieder
- Average Student (2021)
- X&Y (2022)
- Pretty Boys (2023)
- Dance Around It (mit Joel Corry, 2023)
- Watch That Girl (She’s Gonna Say It) (2025)

Gastbeitrag
- Feels This Good / Sigala featuring Mae Muller & Caity Baser (2023)